# Bad Reichenhall
Bad Reichenhall er en by i landkreis Berchtesgadener Land i Regierungsbezirk Oberbayern i den tyske delstat Bayern. Bad Reichenhall er administrationsby i landkreisen, og en kurby med talrige saltkilder og bade.

## Geografi
Byen ligger i Reichenhaller Talkessel (dalkedel) ved floden Saalach. Den er omringet af bjergene: i nord Hochstaufen og Fuderheuberg, mod vest Zwiesel, mod syd Predigtstuhl og mod øst, et stykke væk Bayerisch Gmain og de østrigske Großgmain, fra Untersbergmassivet.
Landsbyen Marzoll ligger nordøst for udløberne af Fuderheuberg, hvor dalen udvider sig , ved grænsen til Østrig

### Inddeling
Ud over hovedbyen består Bad Reichenhall af landsbyerne Karlstein (med bebyggelserne Kirchberg, Nonn, Thumsee), Marzoll (med bebyggelserne Türk, Weißbach, Schwarzbach) og St. Zeno (med bebyggelsen Froschham).
Det samlede areal af kommunen er 3.943 ha, hvoraf 568 ha er bebyggelser og vejanlæg, 2.286 ha er skovområder, 588 ha landbrugsområder, 171 ha er søer og floder og 35 ha er rekreative områder (pr. 30. juni 2004).